# Gare de Hanamaki
La gare de Hanamaki (花巻駅, Hanamaki-eki) est une gare ferroviaire de la ville de Hanamaki, dans la préfecture d'Iwate au Japon. Elle est exploitée par la compagnie JR East.

## Situation ferroviaire
La gare est située au point kilométrique (PK) 500,0 de la ligne principale Tōhoku. Elle marque le début de la ligne Kamaishi.

## Histoire
La gare a été inaugurée le 1er novembre 1890.

## Service des voyageurs

### Accueil
La gare dispose d'un bâtiment voyageurs, avec guichets, ouvert tous les jours.

### Desserte
- Ligne principale Tōhoku :
  - voies 1 et 3 : direction Morioka
  - voie 2 : direction Kitakami et Ichinoseki
- Ligne Kamaishi :
  - voie 1 : direction Shin-Hanamaki et Kamaishi